# Північно-Східний регіон (Болгарія)
Північно-східний регіон (болг. Северен-Източен регион) — один з шести регіонів Болгарії. Розташований в центрі північної частини країни. Центр — місто Варна. Північно-східний регіон є одним з найбагатших в Болгарії і відіграє важливу роль в національній економіці країни.
| Болгарія | Це незавершена стаття з географії Болгарії. Ви можете допомогти проєкту, виправивши або дописавши її. |